# Feledy Péter
Feledy Péter (Budapest, 1943. február 4. – Pomáz, 2025. január 26.) Táncsics Mihály-díjas magyar újságíró, rádió- és tévériporter.

## Élete
Szülei Feledy Béla (1904–1967) és Raksányi Zsuzsanna.
Az I. István Gimnáziumban érettségizett 1961-ben. 1968-ban az ELTE JTK-n jogi diplomát szerzett.
1968–70 között Budapesten dolgozott ügyészségi fogalmazóként, illetve ügyészként. 1970–71-ben Derecskén volt ügyész. 1971-ben megnyerte a Riporter kerestetik tévéversenyt. 1972–1983 között a Magyar Televízió ifjúsági osztályán dolgozott. 
1983–86 között a Magyar Rádió szórakoztató osztályának szerkesztő-riportere volt. 1986 óta ismét a Televíziónál dolgozik. 1989–92 között a Magyar Újságírók Országos Szövetségének etikai bizottságának tagja, majd elnöke volt. 1993 áprilisától októberéig hírigazgató. 1995–98 között a délelőtti magazint készítő stúdió vezetője. 1998–99-ben a Magyar Televízió alelnöke, 1999-től főmunkatársa. Élete végéndemenciában szenvedett, utolsó napjait egy pomázi mentálhigéniás otthonban töltötte.

## Magánélete
Két fia született; első házasságából András (1971), második házasságából a tájfutó Monspart Saroltával Botond (1981).[forrás?]

## Műsorai
- Radar
- Fiatalok órája
- Mozdulj!
- Kezdőkör
- Pár-beszéd
- Ablak
- Hazanéző
- Létkérdések
- Aktuális
- Záróra
- Jelképeink (1982)
- Életem egy álom (1993)
- Forradalom a jog útján (1994)
- Akiből kizárta magát a párt (1994)
- Parancsolatlan tiszta szívvel (1996)
- Lángoló, tűzszínű (1997)
- Végjáték az Akadémia utcában (1997)
- Titkolt örökség (2008)

## Díjai
- SZOT-díj (1988)
- Táncsics Mihály-díj (2001)